# Thập niên 760 TCN

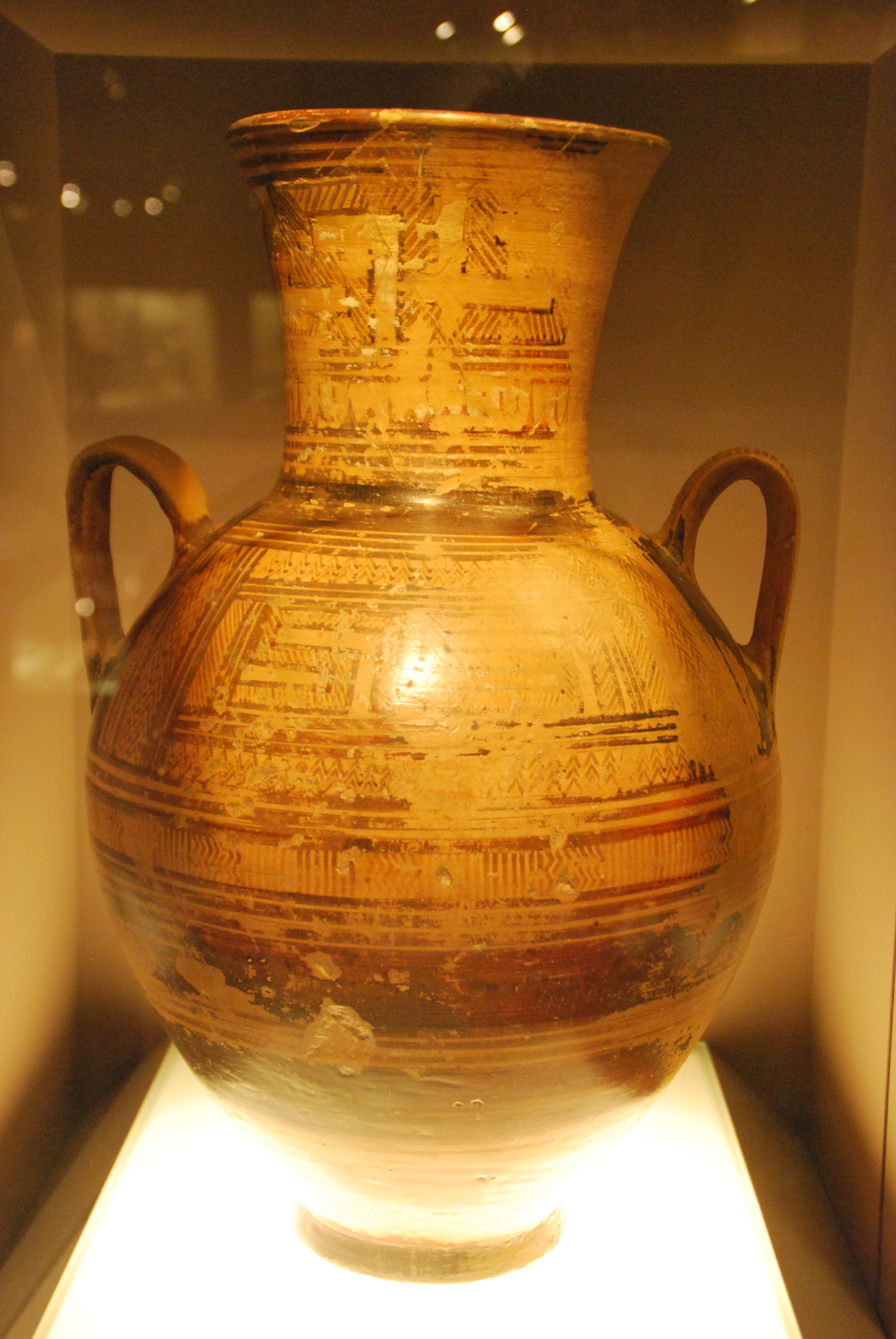
Antikensammlung-Kykladenmuseum 004

Thập niên 760 TCN hay thập kỷ 760 TCN chỉ đến những năm từ 760 TCN đến 769 TCN.

## Sự kiện
763 TCN— Ngày 15 tháng 6 — Nhật thực vào ngày này (trong tháng Sivan ) được sử dụng để xác định niên đại của Cận Đông Cổ đại .
A-ma-xia, vua của Giu-đa, qua đời và được kế vị bởi con trai ông là Ô-xia.

## Mất
769 TCN: Lỗ Hiếu công
767 TCN: Yên Khoảnh hầu
766 TCN: Tần Tương công , Tống Đái công
765 TCN: Yên Ai hầu
764 TCN: Sở Nhược Ngao
762 TCN : Sái Ly hầu
760 TCN : Sái Cung hầu